# Christopher Lenz
Christopher Lenz (* 22. September 1994 in Berlin) ist ein deutscher Fußballspieler. Der linke Verteidiger und ehemalige Juniorennationalspieler wurde bei Berliner Vereinen ausgebildet und erreichte 2017 als Leihspieler mit Holstein Kiel den Aufstieg in die 2. Bundesliga. Mit dem 1. FC Union Berlin stieg er 2019 in die Bundesliga auf. Von 2021 bis 2023 stand Lenz beim Bundesligisten Eintracht Frankfurt unter Vertrag, mit dem er 2022 die Europa League gewann. Nach einer kurzen Station bei der TSG 1899 Hoffenheim spielt er seit Sommer 2025 für Fortuna Düsseldorf.

## Karriere

### Verein
Der in Berlin geborene und aufgewachsene Lenz begann das Fußballspielen beim FC Stern Marienfelde im Süden der Hauptstadt. Neben einer kurzen Zeit in der Jugendabteilung von Tennis Borussia Berlin, wurde Lenz hauptsächlich bei Hertha BSC ausgebildet, bei dem er insgesamt zwölf Jahre verbrachte und in der Rückrunde der Saison 2011/12 in den Kader der zweiten Mannschaft aufrückte.

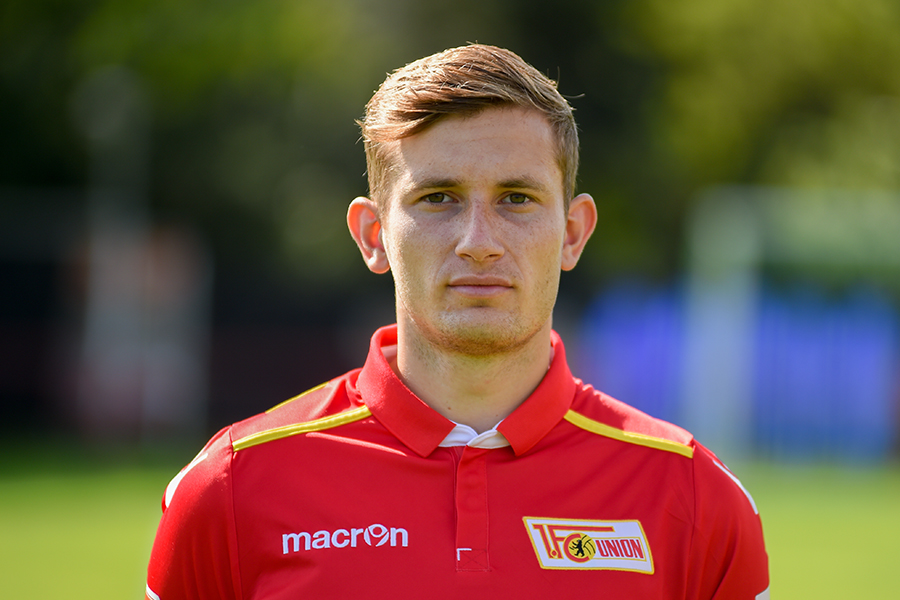
Christopher Lenz im Trikot von Union Berlin (2016)

2012 wechselte er zu Borussia Mönchengladbach, wo er zu Beginn noch in der A-Jugend-Mannschaft eingesetzt, aber bereits im September zur zweiten Mannschaft befördert wurde. Nach insgesamt vier Jahren in der Regionalliga West und nach Ablauf seines Vertrages, kehrte Lenz zur Saison 2016/17 in seine Heimatstadt zurück und unterzeichnete einen Zweijahresvertrag beim Zweitligisten Union Berlin. Nachdem er dort im Verlauf der Hinrunde nur zweimal in den Kader für Punktspiele berufen und dabei einmal eingewechselt worden war, wechselte er zur Rückrunde auf Leihbasis zum Drittligisten Holstein Kiel. Nachdem Lenz auch die kommende Zweitligasaison bei den Kielern gespielt hatte, kehrte er zur Saison 2018/19 in den Kader der Eisernen zurück. Nach dem erstmaligen Aufstieg der Berliner in die Bundesliga debütierte er in dieser am 1. Spieltag bei der 0:4-Heimniederlage gegen RB Leipzig.
Zur Saison 2021/22 wechselte Lenz nach Ablauf seines Vertrages bei Union ablösefrei innerhalb der Bundesliga zu Eintracht Frankfurt. Er unterschrieb in der Mainmetropole einen Vertrag bis 2024. Anfangs noch als Linksverteidiger in Frankfurts Viererkette eingesetzt, musste Lenz ab September 2021 über zwei Monate verletzungsbedingt pausieren und kam anschließend, insbesondere aufgrund einer Systemumstellung auf Dreierkette und da der Platz auf der linken Außenbahn von Frankfurts Leistungsträger Filip Kostić besetzt war, lediglich als Reservespieler zum Einsatz. Wettbewerbsübergreifend kam er in der Spielzeit zu 18 Pflichtspieleinsätzen. In der Europa League sammelte Lenz in der Saison erstmals internationale Erfahrung und spielte sich mit seiner Mannschaft als Gruppenerster nach Siegen in der K.o.-Runde gegen Betis Sevilla, den FC Barcelona und West Ham United bis ins Finale vor. Im Endspiel am 18. Mai 2022 gegen die Glasgow Rangers wurde der Verteidiger in der Verlängerung eingewechselt und hatte im anschließenden Elfmeterschießen mit dem ersten verwandelten Versuch unmittelbaren Anteil am Titelgewinn seiner Mannschaft. In der Spielzeit 2022/23 sammelte er erstmals Erfahrung in der Champions League und kam wettbewerbsübergreifend zu 35 Einsätzen.
Kurz nach Beginn der Saison 2023/24 wechselte Lenz innerhalb der Bundesliga zu RB Leipzig. Im Juli 2024 verließ er den Verein bereits wieder.
Nach Ende des Transferfensters schloss sich der vereinslose Lenz Mitte September 2024 der TSG 1899 Hoffenheim an. Auch wegen einer Wadenverletzung absolvierte er in der Spielzeit 2024/25 kein Pflichtspiel für die 1. Mannschaft und kam lediglich bei der 2. Mannschaft in der Regionalliga Südwest zum Einsatz. Zum Sommer 2025 lief sein Vertrag in Hoffenheim aus und er wechselte zu Fortuna Düsseldorf.

### Nationalmannschaft
Lenz absolvierte im Mai 2012 zwei Testspiele für die deutsche U18-Auswahl. Von August 2012 bis Juni 2013 wurde er zudem in zehn Länderspielen der U19-Nationalmannschaft eingesetzt.

## Erfolge
International
- Europa-League-Sieger: 2022 (Eintracht Frankfurt)

National
- Aufstieg in die Bundesliga: 2019 (1. FC Union Berlin)
- Aufstieg in die 2. Bundesliga: 2017 (Holstein Kiel)
- Meister der Regionalliga Südwest und Aufstieg in die 3. Liga: 2025 (TSG 1899 Hoffenheim II)
- Meister der Regionalliga West: 2015 (Borussia Mönchengladbach II)
- Schleswig-holsteinischer Landespokalsieger: 2017 (Holstein Kiel)

## Persönliches
Lenz ist seit Sommer 2021 mit der Schauspielerin Gizem Emre liiert.